# Kristoffer Näfver
Hans Kristoffer Näfver, född 28 mars 1986 i Örebro Sankt Nikolai församling, är en svensk fotbollsspelare som spelar för Yxhults IK. Han har tidigare spelat för Sveriges U21-landslag.
Kristoffer Näfver är bror till Caroline Näfver, som också är fotbollsspelare.

## Karriär
Spelat i Superettan 2005-2006 och i Allsvenskan 2007-2008 för Örebro SK. Den 29 juli 2008 lånades Näfver ut till Djurgårdens IF för resten av säsongen 2008. Till allsvenskan 2009 återvände Näfver till Örebro SK. Mellan 2011 och 2013 spelade han för BK Forward. Han lämnade BK Forward efter säsongen 2013.
I november 2016 värvades Näfver av Rynninge IK, där han fick en roll som både spelare och sportchef. I mars 2020 gick Näfver till division 3-klubben Yxhults IK. Den 17 juni 2020 debuterade han och gjorde två mål i en 3–2-vinst över Eskilstuna City.

## Karriärstatistik
| Klubb                | Säsong             | Liga                       | Liga    | Liga | Svenska cupen | Svenska cupen | Övrigt  | Övrigt | Totalt  | Totalt |
| Klubb                | Säsong             | Division                   | Matcher | Mål  | Matcher       | Mål           | Matcher | Mål    | Matcher | Mål    |
| -------------------- | ------------------ | -------------------------- | ------- | ---- | ------------- | ------------- | ------- | ------ | ------- | ------ |
| Örebro SK            | 2005               | Superettan                 | 7       | 0    | 0             | 0             | —       | —      | 7       | 0      |
| Örebro SK            | 2006               | Superettan                 | 27      | 1    | 0             | 0             | —       | —      | 27      | 1      |
| Örebro SK            | 2007               | Allsvenskan                | 14      | 0    | 0             | 0             | —       | —      | 14      | 0      |
| Örebro SK            | 2008               | Allsvenskan                | 12      | 1    | 0             | 0             | —       | —      | 12      | 1      |
| Örebro SK            | 2009               | Allsvenskan                | 2       | 0    | 2             | 2             | —       | —      | 4       | 2      |
| Örebro SK            | Totalt             | Totalt                     | 62      | 2    | 2             | 2             | —       | —      | 64      | 4      |
| Djurgårdens IF (lån) | 2008               | Allsvenskan                | 5       | 0    | 0             | 0             | —       | —      | 5       | 0      |
| Assyriska FF (lån)   | 2009               | Superettan                 | 12      | 2    | 0             | 0             | 2       | 0      | 14      | 2      |
| Landskrona BoIS      | 2010               | Superettan                 | 0       | 0    | 0             | 0             | —       | —      | 0       | 0      |
| Karlslunds IF        | 2010               | Division 2 Södra Svealand  | 11      | 1    | 0             | 0             | —       | —      | 11      | 1      |
| BK Forward           | 2011               | Division 1 Norra           | 26      | 9    | 0             | 0             | —       | —      | 26      | 9      |
| BK Forward           | 2012               | Division 1 Norra           | 22      | 11   | 0             | 0             | 1       | 0      | 23      | 11     |
| BK Forward           | 2013               | Division 1 Norra           | 19      | 2    | 0             | 0             | —       | —      | 19      | 2      |
| BK Forward           | Totalt             | Totalt                     | 67      | 22   | 0             | 0             | 1       | 0      | 68      | 22     |
| Motala AIF           | 2014               | Division 1 Södra           | 24      | 0    | 2             | 0             | —       | —      | 26      | 0      |
| BK Forward           | 2015               | Division 1 Norra           | 23      | 1    | 2             | 1             | —       | —      | 25      | 2      |
| BK Forward           | 2016               | Division 1 Norra           | 24      | 0    | 4             | 0             | —       | —      | 28      | 0      |
| BK Forward           | Totalt             | Totalt                     | 47      | 1    | 6             | 1             | —       | —      | 53      | 2      |
| Rynninge IK          | 2017               | Division 2 Södra Svealand  | 24      | 3    | 0             | 0             | —       | —      | 24      | 3      |
| Rynninge IK          | 2018               | Division 1 Norra           | 30      | 1    | 0             | 0             | —       | —      | 30      | 1      |
| Rynninge IK          | 2019               | Division 1 Norra           | 26      | 1    | 1             | 0             | —       | —      | 27      | 1      |
| Rynninge IK          | Totalt             | Totalt                     | 80      | 5    | 1             | 0             | —       | —      | 81      | 5      |
| Yxhults IK           | 2020               | Division 3 Västra Svealand | 11      | 6    | 0             | 0             | —       | —      | 11      | 6      |
| Yxhults IK           | 2021               | Division 2 Norra Götaland  | 23      | 6    | 0             | 0             | —       | —      | 23      | 6      |
| Yxhults IK           | 2022               | Division 2 Norra Götaland  | 19      | 2    | 0             | 0             | —       | —      | 19      | 2      |
| Yxhults IK           | 2023               | Division 2 Norra Götaland  | 5       | 0    | 0             | 0             | —       | —      | 5       | 0      |
| Yxhults IK           | Totalt             | Totalt                     | 58      | 14   | 0             | 0             | —       | —      | 58      | 14     |
| Totalt i karriären   | Totalt i karriären | Totalt i karriären         | 366     | 47   | 11            | 3             | 3       | 0      | 380     | 50     |

1. ↑  Uppflyttningskvalmatcher mot Djurgårdens IF.[9][10]
2. ↑  Uppflyttningskvalmatch mot Falkenbergs FF.[11]